# Classe Vigilante (canonnière, 1900)
La classe Vigilante est une classe de deux canonnières fluviales, construites au Royaume-Uni pour la Marine française afin de servir sur les fleuves de Chine, à l'époque sous domination de la France et d'autres puissances étrangères. 

## Historique
La Grande-Bretagne et l'Empire allemand disposaient déjà de canonnières pour assurer la sécurité de leurs ressortissants en Chine, alors que la révolte grondait et que la guerre des Boxers allait éclater. C'est pourquoi le Conseil des travaux passe commande le 4 août 1899, auprès du chantier naval britannique Thornycroft, de deux canonnières de type Woodcock, une canonnière britannique en service sur le Nil. Elles seront baptisées la Vigilante et l’Argus. Elles serviront en Chine jusqu'à la Première Guerre mondiale. Au début de la guerre, elles seront désarmées, et vendues pour démolition en Asie.

## Navires de cette classe
| Nom          | N° de coque | Chantier naval                | Pose quille | Lancement    | Mise en service   | Fin de carrière                                                                          |
| ------------ | ----------- | ----------------------------- | ----------- | ------------ | ----------------- | ---------------------------------------------------------------------------------------- |
| La Vigilante |             | John I. Thornycroft & Company |             |              | 1900              | Désarmée à Hong Kong en août 1914 et vendue à Saïgon, le 5 février 1919                  |
| L'Argus      |             | John I. Thornycroft & Company |             | 20 mars 1900 | 13 septembre 1900 | Désarmée à Hong Kong en 1914, retirée du service le 5 février 1919 et vendue à Hong Kong |

## Postérité
La paix revenue, le ministère de la Marine décide en 1920 de faire construire par l'arsenal de Toulon deux canonnières modernes pour assurer la sécurité contre la piraterie dans la région du Si-Kiang, proche des frontières du Tonkin français. Ces navires arrivent dans la flottille du Si-Kiang en 1924 et prennent les noms d'Argus II et Vigilante II.